# 風鈴草 (伊利諾伊州)
風鈴草（英語：Bellflower）是位於美國伊利諾伊州麥克萊恩縣的一個村落。

## 地理
風鈴草的座標為40°20′26″N 88°31′36″W / 40.34056°N 88.52667°W，而該地最高點為海拔高度239米（即784英尺）。

## 人口
根據2010年美國人口普查的數據，風鈴草的面積為0.95平方千米，當中陸地面積為0.95平方千米，而水域面積為0.00平方千米。當地共有人口357人，而人口密度為每平方千米375人。